# Bassin minier de Korba
Le bassin minier de Korba est un bassin minier de charbon situé autour de la ville de Korba en Inde. Il comprend notamment les mines de Gevra, de Kusmunda et de Dipka.